# Snow Man
Gli Snow Man sono una boy band giapponese.

## Storia
Gli Snow Man erano originariamente un gruppo di coreografi fondati dalla Starto Entertainment (precedentemente Johnny & Associates) nel 2012. Debuttarono musicalmente soltanto il 22 gennaio 2020 insieme ai SixTones. Lo stesso giorno uscì il loro singolo D.D./Imitation Rain, che raggiunse la prima posizione delle classifiche giapponesi. Riusciranno a eguagliare gli stessi risultati anche i singoli seguenti. Il debutto Snow Mania S1 uscì nel 2021 e vendette oltre un milione di copie.